# The Sims 4: Hurá do práce!
The Sims 4: Hurá do práce (v anglickém originále The Sims 4: Get To Work) je první datadisk do hry The Sims 4. Vyšel 1. dubna 2015.
Hurá do práce přidává do hry aktivní kariéry (profese) a možnost založit si vlastní podnikání, obchod, který hráči mohou spravovat. Herní prvky se podobají těm z herních rozšíření The Sims 2: Ve světě podnikání a The Sims 3: Povolání snů.
Datadisk do hry také přidává nové sousedství Rozkvetlá promenáda, planetu Sixam a mimozemšťany.

## Aktivní kariéry (Profese)
Aktivní kariéry umožňují hráčům doprovázet své Simíky do zaměstnání a během pracovního dne je ovládat ve 3 nových profesích - lékař, detektiv a vědec. Během pracovního dne lze plnit zadané úkoly. Pokud Simík úkoly plní, dosahuje rychleji povýšení. Každý Simík, který vykonává profesi, může být do práce povolán i kdykoliv mimo svoji standardní pracovní dobu. Každá profese se odehrává ve své vlastní nové lokaci.

### Lékařská kariéra
Lékaři přicházejí do styku s ostatními simíky, které následně léčí. Provádějí testy na pacientech (např. měření teploty, rentgen), diagnostikují nemoci, léčí je a příležitostně řeší mimořádné události v nemocnici (např. kolaps pacienta ve frontě) a mimo ni (např. návštěva u pacienta doma).

### Detektivní kariéra
Náplní profese detektiva je řešení kriminálních případů. Každý simík, který započne kariéru detektiva musí absolvovat dvoudenní školení. Po absolvování školení je Simík plně zodpovědný za všechny aspekty své práce. Detektivové se pohybují v terénu, shromažďují předměty, vyšetřují případy a na základě stop na místech činu vytvářejí stopy, které vedou k zadržení pachatele.

### Vědecká kariéra
Náplní profese vědce je vynalézání nových objevů, testování sér a provádění dalších vědeckých experimentů. V rámci svojí práce můžou Simíci vytvořit portál na planetu Sixam.

## Podnikání - obchod
Rozšíření Hurá do práce přidává do hry nový typ pozemku - obchod. Obchod lze umístit na jakýkoliv pozemek v jakémkoliv sousedství. Aby obchod fungoval, musí se na zvoleném pozemku nacházet pokladna. Zaměření obchodu je na hráči. Lze prodávat oblečení, nábytek, elektronika, umění a knihy. Cenu prodávaných položek nastavuje sám hráč a je jen na něm, aby podnikání spravoval.